# Gela Calcio
Gela Calcio is een Italiaanse voetbalclub uit Gela die speelt in de Prima Divisione B. De club werd opgericht in 1975.

## bekende spelers
- Wilson Ajah Ogechukwu